# SHC Rockets Essen 1985
| SHC Rockets Essen 1985 | SHC Rockets Essen 1985                                   |
| --- | -------------------------------------------------------- |
| Gründungsjahr: 1985 SHC Essen 1996 Fusion mit ESC Moskitos Essen 2008 Trennung von ESC Moskitos Essen Ergänzung des Namens um „Rockets“ 2022 Fusion mit ESC Moskitos Essen |                                                          |
| |                                                          |
| Größte Erfolge: |                                                          |
| 1996 | Vizemeister der 2. Bundesliga Nord                       |
| 1997 | Meister Regionalliga West                                |
| 1998 | Meister Regionalliga West                                |
| 2004 | Meister Regionalliga West (2. Herren)                    |
| 2005 | Meister und Pokalsieger (Jugend)                         |
| 2007 | Vizepokalsieger und Play-off-Halbfinale 2007 (1. Herren) |
| 2008 | Deutscher Meister (Junioren)                             |
| 2009 | Europapokalsieger (Junioren)                             |
| 2009 | Meister Regionalliga Mitte (2. Herren)                   |
| 2010 | Meister Regionalliga Mitte (2. Herren)                   |
| 2011 | Europapokalsieger (1. Herren)                            |
| 2012 | Pokalsieger (1. Herren)                                  |
| 2014 | Pokalsieger (1. Herren)                                  |
| 2015 | Europapokal der Pokalsieger (1. Herren)                  |
| 2015 | Deutscher Meister (1. Herren)                            |
| 2016 | Deutscher Meister (1. Herren)                            |
| 2016 | Pokalsieger (1. Herren)                                  |
| 2016 | Europapokal der Pokalsieger (1. Herren)                  |
| 2016 | Europapokalsieger (1. Herren)                            |
| Spielstätte: |                                                          |
| Name: | Wohnbau Hockey-Arena                                     |
| Kapazität: | 199 Zuschauer (offiziell)                                |

Der SHC Rockets Essen 1985 e. V. ist ein Inline-Skaterhockeyclub aus Essen mit den Abteilungen Herrenmannschaften, Jugendmannschaften, Damenmannschaften und Hobbymannschaften. Der Verein ist 1985 als SHC Essen gegründet worden und fusionierte 1996 mit den Moskitos Essen, um an Schlagkraft zu gewinnen. 2008 trennte man sich jedoch wieder von ihnen, weil es Unstimmigkeiten zwischen den einzelnen Vorsitzenden gab. Dabei ergänzte man das „Rockets“, und der Verein heißt seitdem SHC Rockets Essen 1985 e. V.
Seit 2022 gehören die "Rockets" wieder dem ESC Moskitos Essen e. V. an und haben dort in die Abteilung "Skaterhockey" gegründet. 

## Geschichte
Wie auch bei anderen Skaterhockeyvereinen wurde die Vereinsgründung 1985 von bis dahin auf öffentlich erreichbaren Plätzen trainierenden Aktiven getragen, um die Rahmenbedingungen verbessern zu können.
Zu Beginn hat sich der Club nur mit einem Senioren-Team an den damaligen Rheinlandmeisterschaften beteiligt. Eine klassische Altersstruktur, angefangen von Bambini über eine Schüler-, Jugend- und Juniorenklasse, war noch nicht aufgebaut, so spielten beispielsweise häufig Nachwuchsspieler in der Herrenmannschaft mit. Auf Grund der stetig steigenden Mitgliederzahlen – vor allem im Nachwuchsbereich – konnte der Verein Ende der achtziger Jahre erstmals auch im Jugend-, Junioren- und Damenbereich an den Meisterschaften der jeweiligen Klassen teilnehmen.
2005 konnten mit Bezug der „Rollsportarena Essen“ als eigener Trainings- und Spielstätte die Rahmenbedingungen erneut verbessert werden.
2014 holte man mit dem Deutschen Inline-Skaterhockey-Pokal wieder einen Titel nach Essen.
2015 gab es den Meistertitel in der Deutschen Inline-Skaterhockeyliga, wo der HC Köln-West Rheinos I in drei Finalspielen (9:5 / 5:7 / 11:1) geschlagen werden konnte. Außerdem holte man den Europapokal der Pokalsieger.
2016 debütiert der Verein beim Europapokal der Landesmeister.
Mannschaften des SHC konnten bisher nationale und internationale Titel erringen, ebenso wurden nationale und internationale Veranstaltungen für die jeweiligen Verbände ausgerichtet.